# 伊達敦重
伊達 敦重（だて あつしげ、生没年不詳）は、久保田藩重臣。国分氏の後身の秋田伊達氏8代目当主。
久保田藩家老の伊達峯宗（備前）の次男。養父は実兄の伊達敦宗（外記）。通称は兄と同じく外記を称す。男子に伊達和宗（まさむね、彦九郎）、国分専之助、国分又五郎の3人がいる。
なお、秋田武鑑では確認できないが、敦重の次三男や敦重の叔父（祖父伊達処宗の次男）は国分氏を称しているので、これと同様に敦重も家督相続前に国分姓を称した可能性がある。
代々の秋田伊達氏当主の慣例により、兄・敦宗と同様、藩主佐竹義敦より偏諱を拝領する。天明元年（1781年）に相手番となる。